# Frank Edwards
Frank Allyn Edwards (Mattoon, Illinois, 1908. augusztus 4. – 1967. június 23.) amerikai író, újságíró, UFO-kutató, az amerikai rádiózás egyik úttörője.

## Élete
Az 1920-as években a KDKA AM nevű rádióállomást üzemeltette, ő volt az egyik legkorábbi hivatásos rádióműsor-szolgáltató. Az 1930-as években is folytatta rádiós karrierjét, de emellett számos más dologgal is foglalkozott. Volt profi golfozó is, az 1940-es években pedig az amerikai pénzügyminisztérium megbízásából a háborús kötvények eladásában vállalt szerepet.
A második világháború után a Mutual Broadcasting System felkérte egy, az American Federation of Labor megbízásából készítendő országos rádiós hír- és közéleti program elkészítésére. Az elkészült program igen sikeresnek bizonyult, s Amerika-szerte népszerű volt. 1948-ban Edwardshoz került egy példány a Donald E. Keyhoe által szerkesztett Flying Saucers Are Real című magazinból. Edwards már 1947-től, az UFO-hírek széleskörű megjelenésekor is érdeklődött a repülő csészealjak iránt, Kehoe lapjában megfogta az az állítás, hogy az Amerikai Hadsereg tisztában van azzal, hogy az UFO-k valójában földönkívüli űrhajók. Ettől fogva egyre többet említette őket rádióműsorában, illetve több kötetet is megjelentetett a témában.
1954-ben ismeretlen okból elbocsátották a rádiótól. Úgy vélte, hogy ehhez köze volt az UFO-k iránti érdeklődéséhez, de szerkesztője és barátja, Roy Stuart így írt: "George Meany (az American Federal of Labor elnöke) ragaszkodott ahhoz, hogy Frank ne említse meg a Congress of Industrial Organizations, azaz a konkurrens szakszervezet egyetlen vezetőjét sem adásaiban. Edwards ezt elutasította, emiatt elbocsátották." Az elbocsátás miatt több ezer tiltakozó levél érkezett a Mutual Broadcasting Systemhez, de ennek ellenére nem vették vissza.
Elbocsátása után is a rádiózásnál maradt, kisebb helyi állomásoknál dolgozott. A Stranger Than Science című műsor készítője és házigazdája volt, a műsor az UFO-kkal és forteánus témákkal foglalkozott. 1959-ben azonos címmel könyvet adott ki, amely nagyrészt rádióadásainak szöveges átiratát tartalmazta. 1955 és 1959 között, valamint 1961 és 1962 között Edwards a WTTV televízió kommentátoraként dolgozott Indianapolisban. 1964-ben a WXLW rádióállomáson volt, szintén Indianapolisban, 1965-ben visszatért a televízióba a WLWI-csatornára. Strange People című könyve egy Peter Hurkossal készített televíziós interjún alapszik, amelyet 1961. október 3. sugárzott a WTTV. 1958-ban a WTTV kísérletezett a tudatküszöb alatti befolyásolással, az Edwards műsorát megelőző film a Watch Frank Edwards tudatalatti üzenetet, valamit a baconra vonatkozó hasonló üzeneteket tartalmazta. Nem ismert, hogy Edwardsnak tudomása volt-e ezekről az kísérletekről.
Edwards állandó közreműködője volt a Fate Magazine-nek, s előszót írt a magazin Strange Fate című kiadványához. 1966 októberében megjelent Johnny Carson Tonight Show-jában. Noha maga Carson több adást is lementett, ez a rész elveszett. Edwards mellett a műsor vendége volt Steve Lawrence és Eydie Gorme is, utóbbi beszámolt a tudományos-fantasztikus sorozatok iránti rajongásáról, Edwards pedig Flying Saucers—Serious Business! című könyvét reklámozta.
Az ufológia egyik mítosza, hogy Edwards 1967. június 24. hunyt el, pontosan húsz évvel Kenneth Arnold híres első "repülő csészealj" megfigyelése után. Valójában néhány perccel június 23. éjfél előtt halt meg, s halálát másnap jelentették be New York-ban, az ufológusok kongresszusán.
Magyarul mindössze néhány szemelvény jelent meg munkáiból Néhány klasszikus eset címen a Galaktika 22. számában 1976-ban.

## Munkái
- My First 10,000,000 Sponsors
- Strangest of All, New York: Lyle Stuart, 1956
- Stranger Than Science, New York: Lyle Stuart, 1959
- Strange World, New York: Lyle Stuart, 1964
- Strange People
- Flying Saucers – Serious Business, New York: Lyle Stuart, 1966
- Flying Saucers – Here and Now!

## Fordítás
- Ez a szócikk részben vagy egészben  a   Frank Edwards (writer and broadcaster) című angol Wikipédia-szócikk ezen változatának fordításán alapul.  Az eredeti cikk szerkesztőit annak laptörténete sorolja fel. Ez a jelzés csupán a megfogalmazás eredetét és a szerzői jogokat jelzi, nem szolgál a cikkben szereplő információk forrásmegjelöléseként.